# Sphinx postrufescens
Sphinx postrufescens är en fjärilsart som beskrevs av Barend J. Lempke 1959. Sphinx postrufescens ingår i släktet Sphinx och familjen svärmare. Inga underarter finns listade i Catalogue of Life.